# Guerre de la Naf
 (juin 2024).
La guerre de Naf est une brève escarmouche militaire en 2001 entre les Bangladesh Rifles (aujourd'hui connus sous le nom de Border Guard Bangladesh) et l'armée birmane, ayant duré trois jours.
Les 2500 soldats des Bangladesh Rifles (BDR) ont combattu contre deux postes de garde occupés par des gardes-frontières birmans, au total environ 25 soldats. Plus tard, le Directeur général des Bangladesh Rifles, le général Fazlur Rahman, a faussement affirmé dans une émission télévisée que plus de six cents soldats birmans avaient été tués, bien qu’aucune source n’ait appuyé cette affirmation. D'autres responsables militaires ont nié ces déclarations, ajoutant que la situation avait été résolue diplomatiquement et que le Parlement n’avait jamais officiellement déclaré de « guerre ».

## Contexte
En 1966, un accord est conclu entre les gouvernements du Pakistan et de la Birmanie lors du règlement de la frontière. Selon l'accord, la partie médiane du secteur de la rivière Naf est désignée comme frontière entre les deux pays. La rivière Naf compte douze affluents en Birmanie. Conformément à l'accord, la partie médiane du secteur de la rivière Naf est reconnue comme frontière internationale, de sorte que la Birmanie ne peut prendre aucune mesure susceptible de provoquer des perturbations majeures dans le cours de la rivière Naf. Cependant la Birmanie ignore l'accord et construit des barrages sur onze des douze affluents en 2000. De ce fait, le cours principal de la rivière Naf est détourné vers le Bangladesh et environ 2 500 acres de terres sont perdues sur le territoire du Bangladesh,,.
En 2000, lorsque la Birmanie tente de construire un barrage sur le dernier affluent, plusieurs séries de réunions ont lieu entre les gardes-frontières des deux pays. Lors de la construction de ce barrage, on craint que la partie bangladaise de la rivière Naf ne soit inondée, provoquant la disparition de la ville de Teknaf. Ainsi, lorsque les Bangladesh Rifles demandent de ne pas construire le barrage conformément à l'accord de 1966, les gardes-frontières birmans envoient une lettre au ton menaçant. "Du QG de la NASAKA au QG du BDR au Bangladesh. Nous vous avertissons de bien vous comporter, sinon nous vous enseignerons des leçons que vous n'oublierez jamais."
Finalement, les Bangladesh Rifles décident de bloquer le barrage par la force militaire.

## Guerre
En termes de position militaire, la position militaire du Bangladesh est légèrement inférieure à celle de la Birmanie. Cependant, les Bangladesh Rifles identifient la suffisance des munitions comme le facteur décisif dans une bataille potentielle.
Selon le directeur général du BDR de l'époque, le général de division Alam Fazlur Rahman (en), il envoie différents types de munitions, notamment des obus de mortier, à Cox's Bazar la nuit précédant le début de la guerre. Il ordonne que la moitié de ces munitions soient déployées à Cox's Bazar, tandis que le reste des munitions est envoyé sur le champ de bataille principal.
La bataille principale commence le 8 janvier 2000 à 14 h 30. Le général Fazlur Rahman séjourne à Dinajpur ce jour-là dans le cadre d'une inspection régulière à la frontière. De là, il ordonne le début de l'opération sous le nom de code "Bismillah".
La bataille est organisée dans la zone adjacente à l'île Parrot dans l'Union Huaikung de Teknaf. Ici, les BDR ouvrent le feu devant un méandre de la rivière Naf. Environ six cents soldats birmans et ouvriers en construction de barrages sont tués dans l'embuscade (selon les sources du renseignement). Peu avant la bataille, plusieurs espions sont envoyés en Birmanie pour recueillir des informations. Les informations recueillies montrent que 25 000 soldats des forces régulières birmanes, sous les ordres d'un général de division et d'un contre-amiral, apparaissent sur le champ de bataille. Comparé à cela, la préparation militaire du Bangladesh est très insuffisante (seulement 2 500 soldats réguliers). La junte militaire alors au pouvoir, un conseil appelé Conseil d'État pour la paix et le développement, est chargée du gouvernement birman. Le président de ce conseil, le général Than Shwe, est le chef du gouvernement birman et le commandant en chef des forces armées.
Le général Than Shwe convoque des journalistes et des ambassadeurs étrangers en poste à Rangoun le 9 janvier et annonce : "Nous voulons que le Bangladesh et nous discutions et réglions ensemble les questions controversées sans aucune condition préalable".
Il envoie également une lettre de Birmanie demandant au Bangladesh de mettre fin à l'attaque.

## Cessez-le-feu
Le 10 janvier, la guerre prend fin grâce au retrait unilatéral de la guerre. Une délégation de haut niveau est envoyée à Maungdaw, acceptant l'offre de négociations inconditionnelles de la Birmanie. La délégation dirigée par Zanib ul Haq, alors co-secrétaire (politique) du ministère de l'Intérieur, présente les propositions du Bangladesh. Un engagement manuscrit est signé lors de la réunion, dans lequel le gouvernement birman promet de s'abstenir de toute tentative future de construire une quelconque forme de barrage sur la rivière Naf.

## Conséquences
Bien que la guerre de Naf est un conflit à court terme en termes d'ampleur et de durée, elle a un impact à long terme. Après cette guerre, des conférences régulières ont lieu au niveau des gardes-frontières. En reconnaissance de la victoire dans la bataille, le gouvernement du Bangladesh décerne une médaille de bravoure appelée Opération Naf Padak à chaque soldat ayant participé à la bataille. Pour la première fois au Bangladesh, le BDR remporte une victoire dans une bataille sans la participation de l'armée.
L'exploit réalisé par le BDR lors de la guerre de Naf est également de n'avoir subit aucune victime. Au cours de la bataille acharnée qui dure trois jours, plus de six cents personnes sont tuées du côté birman, mais seuls quelques personnes sont blessées du côté bangladais.